# Tetraena madecassa
Tetraena madecassa är en pockenholtsväxtart som först beskrevs av Joseph Marie Henry Alfred Perrier de la Bâthie, och fick sitt nu gällande namn av Beier & Thulin. Tetraena madecassa ingår i släktet Tetraena och familjen pockenholtsväxter. Inga underarter finns listade i Catalogue of Life.